# Пайпер Перабо
Па́йпер Ла́йза Перабо́ (англ. Piper Lisa Perabo, нар. 31 жовтня 1976, Даллас, США) — американська акторка кіно, телебачення і театру.

## Юні роки
Перабо народилася у Далласі, штат Техас та зростала у містечку Томс Рівер, штат Нью-Джерсі. Дочка Мері Шарлотти Перабо (
до шлюбу Улланд), фізіотерапевтки, і Джорджа Вільяма Перабо, професора поезії у коледжі округу Оушен. Батьки назвали її на честь акторки Пайпер Лорі. Вона має двох братів: Ноа (нар. 1979), і Адама (нар. 1981). Перабо закінчила Університет Огайо у Афінах.

## Кар'єра
У 2000 році Перабо пройшла кастинг на роль агентки ФБР Карен Симпаті у «Пригодах Роккі і Бульвінкля». Наступним її фільмом став «Бар "Бридкий койот"», де вона зіграла Вайолет «Джерсі» Сенфорд. За цю роль вона отримала нагороду MTV в номінації «Найкращий музичний момент» за виконання пісні «One Way or Another».
У 2001 році вона знялася у незалежному канадському фільмі «Загублені й несамовиті», де зіграла ученицю школи-інтернату, яка закохалася у свою сусідку по кімнаті. Наступного року вона зіграла у фільмі «Шльопни її, вона француженка» французьку студентку, яка приїхала до США за обміном. Фільм пролежав на полицях два роки, а потім вийшов під новою назвою «Вона отримує те, що бажає» (англ. She Gets What She Wants). У Європі фільм вийшов у прокат під первісною назвою. У 2003 Перабо зіграла роль Нори, найстаршої дитини у родині Бейкер у комедії Гуртом дешевше, а також знялася у продовженні фільму у 2005 році.
Вона також знімалася у фільмах «Всередині моєї пам'яті» (2003), «Повні протилежності» (2004), «Джордж і Дракон» (2004), «Печера» (2005), «Уяви нас разом» (2005), «Едісон» (2005), «Престиж» (2006) і «Чихуахуа з Беверлі Гіллз» (2008). З'являлася у ролі дієтологині у серіалі «Доктор Хаус». 
У 2009 році Перабо дебютувала на Бродвеї у постановці Ніла ЛаБ'юта «Причини бути гарною» (англ. Reasons to Be Pretty).
У червні 2009 року її було затверджено на головну роль у шпигунському серіалі «Таємні операції», де вона зіграла офіцерку ЦРУ Енні Волкер. У серпні 2010 року Перабо було поранено на зйомках епізоду «Таємних операцій», але це не завадило роботі. За цю роль Перабо була номінована на премію «Золотий глобус» за найкращу жіночу роль у драматичному серіалі. Після завершення зйомок першого сезону було оголошено, що серіал продовжать на другий сезон, і він вийшов на екрани в червні-грудні 2011 року.

## Фільмографія

### Кінофільми
| Рік  |   | Українська назва             | Оригінальна назва                      | Роль                 |
| ---- | - | ---------------------------- | -------------------------------------- | -------------------- |
| 1999 | ф |                              | Whiteboyz                              | Сара                 |
| 2000 | ф | Пригоди Роккі і Бульвінкля   | The Adventures of Rocky and Bullwinkle | Карен Сімпаті        |
| 2000 | ф | Бар «Бридкий койот»          | Coyote Ugly                            | Вайолет Сенфорд      |
| 2000 | ф |                              | Followers                              | дівчина на вечірці   |
| 2001 | ф | Загублені й несамовиті       | Lost and Delirious                     | Поллі Остер          |
| 2002 | ф | Шльопни її, вона француженка | Slap Her... She's French               | Женев'єв Ле Плюф     |
| 2003 | ф | Гуртом дешевше               | Cheaper by the Dozen                   | Нора Бейкер          |
| 2004 | ф | Усередині моєї пам'яті       | The i Inside                           | Анна                 |
| 2004 | ф | Абсолютні протилежності      | Perfect Opposites                      | Джулія Бішоп         |
| 2004 | ф | Кільце дракона               | George and the Dragon                  | Принцеса Луна        |
| 2005 | ф | Едісон                       | Edison                                 | Віллоу Саммерфілд    |
| 2005 | ф | Уяви нас разом               | Imagine Me & You                       | Рейчел               |
| 2005 | ф | Печера                       | The Cave                               | Чарлі                |
| 2005 | ф | Гуртом дешевше 2             | Cheaper by the Dozen 2                 | Нора Бейкер-МакНалті |
| 2006 | ф | Перехрестя Десятої і Вульф   | 10th & Wolf                            | Бренді               |
| 2006 | ф | До першого снігу             | First Snow                             | Деїрдре              |
| 2006 | ф | Престиж                      | The Prestige                           | Джулія               |
| 2007 | ф | Тому що я так хочу           | Because I Said So                      | Мей Вайлдер          |
| 2008 | ф | Крихітка з Беверлі-Гіллз     | Beverly Hills Chihuahua                | Рейчел Еш Лінн       |
| 2008 | ф | Райський проект              | The Lazarus Project                    | Лайза Ґарві          |
| 2009 | ф | Огидні речі                  | Sordid Things                          | Табіта Вайт          |
| 2009 | ф | Носії                        | Carriers                               | Боббі                |
| 2010 | ф | Ашес                         | Ashes                                  | Беттіна              |
| 2012 | ф | Петля часу                   | Looper                                 | С'юзі                |
| 2015 | ф | Грізлі                       | Into the Grizzly Maze                  | Мішель               |
| 2017 | ф | Чорний метелик               | Black Butterfly                        | Лора                 |
| 2019 | ф | Падіння Янгола               | Angel Has Fallen                       | Лея Беннінг          |
| 2020 | ф | Спонтанність                 | Spontaneous                            | Анджела              |

### Телебачення
| Рік       |    | Українська назва                 | Оригінальна назва              | Роль                        |
| --------- | -- | -------------------------------- | ------------------------------ | --------------------------- |
| 2005      | а  | Карас                            | Karas                          | Юрін (англ. дубляж)         |
| 2007      | с  | Доктор Хаус                      | House M.D.                     | Хані (S3-E22)</small        |
| 2008      | тф | Король Мотор Сіті                | The Prince of Motor City       | Мег Райлі                   |
| 2009      | с  | Закон і порядок: Злочинний намір | Law & Order: Criminal Intent   | Каліста Гаслум (S8-E7)      |
| 2010—2014 | с  | Таємні зв'язки                   | Covert Affairs                 | Енні Волкер (5 сезонів)     |
| 2013      | с  | На старт!                        | Go On                          | Сімона (4 епізоди)          |
| 2016      | с  | Погана слава                     | Notorious                      | Джулія Джордж (10 епізодів) |
| 2019      | с  | Зроби голосніше, Чарлі           | Turn Up Charlie                | Сара (8 епізодів)           |
| 2020      | с  | Бульварні жахіття: Місто Янголів | Penny Dreadful: City of Angels | Лінда Крафт (6 епізодів)    |
| 2021      | с  | Великий стрибок                  | The Big Leap                   | Пола Кларк (11 епізодів)    |
| 2021—2024 | с  | Єллоустоун                       | Yellowstone                    | Саммер Хіггінс (4-5 сезони) |
| 2022—2023 | с  | Мільярди                         | Billions                       | Саммер Хіггінс (6-7 сезони) |
| 2025      | с  | Анатомія Грей                    | Grey's Anatomy                 | Дженна Гатлін (3 епізоди)   |